# End of Night
End of Night è un brano musicale della cantautrice inglese Dido, pubblicato il 5 maggio 2013 come secondo singolo dal quarto album Girl Who Got Away.  Il singolo è stato scritto e arrangiato dalla cantante stessa e Greg Kurstin, mentre la produzione è stata affidata a quest'ultimo.

## Tracce
Download digitale
1. End of Night - 3:58

Remix
1. End of Night (Radio Edit) - 3:27
2. End of Night (JR Mix) - 3:40
3. End of Night (Vince Clarke Remix) - 6:03
4. End of Night (Cedric Gervais Remix) - 5:52

## Classifiche
| Classifica (2013) | Posizione massima |
| ----------------- | ----------------- |
| Belgio (Fiandre)  | 88                |
| Belgio (Vallonia) | 64                |